# خضر باشا
خضر باشا سياسي عثماني شغل منصب والي مصر منذ 1598 حتى 1601.